# Гомстед (Нью-Мексико)
Гомстед (англ. Homestead) — переписна місцевість (CDP) в США, в окрузі Катрон штату Нью-Мексико. Населення — 74 особи (2020).

## Географія
Гомстед розташований за координатами 34°8′43″ пн. ш. 107°52′40″ зх. д. / 34.14528° пн. ш. 107.87778° зх. д. (34.145226, -107.877703).  За даними Бюро перепису населення США в 2010 році переписна місцевість мала площу 3,04 км², з яких 3,03 км² — суходіл та 0,00 км² — водойми.

## Демографія
Згідно з переписом 2010 року, у переписній місцевості мешкало 47 осіб у 27 домогосподарствах у складі 15 родин. Густота населення становила 15 осіб/км².  Було 68 помешкань (22/км²).
Расовий склад населення:
| - 100,0 % — білих |

До двох чи більше рас належало 0,0 %. Частка іспаномовних становила 6,4 % від усіх жителів.
За віковим діапазоном населення розподілялося таким чином: 4,3 % — особи молодші 18 років, 46,8 % — особи у віці 18—64 років, 48,9 % — особи у віці 65 років та старші. Медіана віку мешканця становила 64,8 року. На 100 осіб жіночої статі у переписній місцевості припадало 104,3 чоловіків;  на 100 жінок у віці від 18 років та старших — 104,5 чоловіків також старших 18 років.
Цивільне працевлаштоване населення становило 0 осіб. 